# Trials & Tribulations
Albums de Bizzy Bone
The Best of Bizzy Bone
(2007) Ruthless
(2008)
Trials & Tribulations est le neuvième album studio de Bizzy Bone, sorti le 11 septembre 2007.
L'album s'est classé 46e au Top R&B/Hip-Hop Albums.

## Liste des titres
| No  | Titre                                                   | Durée |
| --- | ------------------------------------------------------- | ----- |
| 1.  | Ride to This                                            | 1:01  |
| 2.  | Explain to Me                                           | 4:06  |
| 3.  | Let the Haters Know                                     | 3:15  |
| 4.  | You Don't Want It (featuring Josiah et Aeileon El Nino) | 3:33  |
| 5.  | The Block                                               | 4:59  |
| 6.  | Don't Ask Me Why                                        | 4:54  |
| 7.  | Lookin the Same                                         | 3:12  |
| 8.  | A Thugz Prayer                                          | 0:49  |
| 9.  | Distant (featuring Aeileon El Nino)                     | 3:21  |
| 10. | I Don't Think You Know (featuring Aeileon El Nino)      | 4:45  |
| 11. | Mr. Coke Man                                            | 4:05  |
| 12. | Still Lookin the Same (featuring Tha Realest)           | 3:20  |
| 13. | Don't Ask Me Why                                        | 4:47  |
| 14. | Trust & Believe                                         | 0:53  |